# Laércio Schuster
Laércio Schuster (Rio dos Cedros, 14 de abril de 1975) é um político brasileiro.
Nas eleições de 7 de outubro de 2018 foi eleito deputado estadual de Santa Catarina para a 19.ª legislatura, pelo PARTIDO SOCIALISTA BRASILEIRO (PSB). Atualmente está no Partido Liberal